# Jude Chukwuka
Jude Chukwuka (Lagos, 23 giugno 1965) è un attore nigeriano, conosciuto per il ruolo di Capitano nella serie televisiva Castle & Castle.

## Filmografia

### Cinema
- The Delivery Boy (2018)
- A Naija Christmas (2021)
- Man of God (2022)

### Televisione
- The Mystic River (Adeniyi, 6 episodi, 2021)
- Castle & Castle (Capitano, 19 episodi, 2018 - 2021)